# إلزه بيتري
إلزه بيتري (بالألمانية: Ilse Petri)‏ هي ممثلة ألمانية، ولدت في 20 مارس 1918 في غوتينغن في ألمانيا، وتوفيت في 3 فبراير 2018 في ميونخ في ألمانيا.

## وصلات خارجية
- إلزه بيتري على موقع IMDb (الإنجليزية)
- إلزه بيتري على موقع ألو سيني (الفرنسية)
- إلزه بيتري على موقع قاعدة بيانات الأفلام السويدية (السويدية)
- إلزه بيتري على موقع قاعدة بيانات الفيلم (الإنجليزية)
- إلزه بيتري على موقع كينوبويسك (الروسية)